# Saratoga (film, 1937)
Pour les articles homonymes, voir Saratoga.
Pour plus de détails, voir Fiche technique et Distribution.

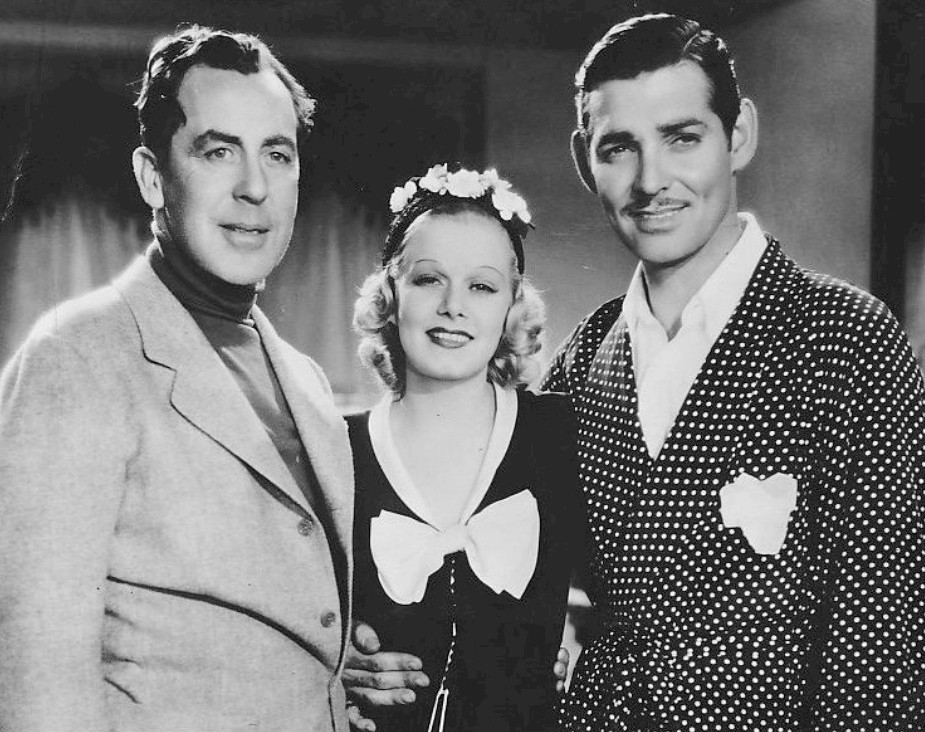
Jack Conway, Jean Harlow et Clark Gable sur le tournage. La photo a été prise quelques minutes seulement avant que Jean Harlow ne s'effondre sur le sol.

Saratoga est un  film américain en noir et blanc réalisé par Jack Conway, sorti en 1937.
Il s'agit du dernier film de Jean Harlow, qui meurt peu avant la fin des prises de vues, d'une maladie mal soignée, à l'âge de 26 ans. Pour boucler le tournage, Alice Faye est engagée comme doublure et sera filmée de dos.

## Synopsis
L'action se déroule autour de la Course de Saratoga (Saratoga Race Course (en)), une célèbre compétition hippique se tenant à Saratoga Springs, dans le nord-est des États-Unis.
Pour sauver de la faillite le haras dont sa famille est propriétaire, Carol Clayton accepte de se fiancer avec un riche agent de change, Hartley Madison. Mais sur un champ de course, le couple rencontre Duke Bradley, un bookmaker endetté. Carol s'éprend soudainement de Duke, alors que celui-ci est visiblement attiré par une autre femme, Fritzi.
Les choses se compliquent à la mort subite du père de Carol, Frank Clayton (Jonathan Hale), après que celui-ci a donné à Duke le titre de la ferme familiale afin de payer ses dettes de jeu.

## Fiche technique
- Titre original : Saratoga
- Réalisation : Jack Conway
- Scénario : Anita Loos, Robert E. Hopkins
- Musique : Edward Ward
- Photographie : Ray June et Clyde De Vinna (seconde équipe, non crédité)
- Montage : Elmo Veron
- Direction artistique : Cedric Gibbons
- Décorateur de plateau : Edwin B. Willis
- Costumes : Dolly Tree
- Producteur : Bernard H. Hyman
  - producteur associé : John Emerson
- Société de production : Metro-Goldwyn-Mayer
- Société de distribution : Loew's Inc.
- Pays de production :  États-Unis
- Langue originale : anglais américain
- Genre : comédie dramatique
- Format : noir et blanc — 35 mm — 1,37:1 — son : mono (Western Electric Sound System)
- Durée : 92 minutes
- Dates de sortie :
  - États-Unis : 23 juillet 1937
  - France : 1er décembre 1937

## Distribution
- Clark Gable : Duke Bradley
- Jean Harlow : Carol Clayton
- Lionel Barrymore : grand-père Clayton
- Frank Morgan : Jesse Kiffmeyer
- Walter Pidgeon : Hartley Madison
- Una Merkel : Fritzi Kiffmeyer
- Cliff Edwards : Tip O'Brien
- George Zucco : Dr Harmsworth Beard
- Jonathan Hale : Frank Clayton
- Hattie McDaniel : Rosetta Washington
- Frankie Darro : Dixie Gordon
- Margaret Hamilton : Maizie
- Bert Roach : passager du train
- Henry Stone : le jockey Hand-Riding Hurley
- Frank McGlynn Sr. : Ed Kenyon
- George Reed : un maître d'hôtel
- Robert Emmett Keane : R. J. Wittrock
- Si Jenks : le jardinier
- Dudley Dickerson : M. Miles
- Robert E. Hopkins